# Symphonie no 2 de Balakirev
Pour les articles homonymes, voir Symphonie no 2.
La Symphonie no 2 en ré mineur est une symphonie de Mili Balakirev. Commencée en 1900, elle est achevée en 1908 et fut créée le 10 avril 1909 à Saint-Pétersbourg sous la direction de Sergueï Liapounov, son dernier disciple. Elle fut jouée peu après à Paris.

## Analyse de l'œuvre
1. Allegro
2. Scherzo a la cosaca (Allegro non troppo, ma con fuoco ed energico)
3. Romance (Andante)
4. Finale (Tempo di Polacca)

Durée approximative : 35 minutes.

### Instrumentation
3 flûtes (dont 1 piccolo ), hautbois, col anglais, 3 clarinettes, 2 bassons, 4 cors, 2 trompettes, 3 trombones, tuba, timbales, triangle, tambourin, caisse claire, cymbales, grosse caisse, harpe, cordes.

### Description[2],[1]
Le premier mouvement Allegro débute par deux vigoureux accords, puis apparaît le premier thème, en ré mineur, confié aux clarinettes et aux violoncelles et dont l'emphase fondamentale est un accent croisé de 6/8 et de 3/4, bientôt suivi du second thème, en ré bémol majeur, tonalité favorite de Balakirev. Après un développement piquant et ingénieux, il est récapitulé, après le premier sujet, en ré majeur. De telles mutations de demi-tons sont une caractéristique importante du style de Balakirev.
Le second mouvement, Scherzo a la cosaca, avait été écrit initialement pour la première symphonie, avant que Balakirev ne décide d'en écrire un autre. Son contrôle classique est tout à fait remarquable. Après une introduction de six mesures, qui revient plus loin à des points stratégiques, le thème priincipal, d'un caractère intensément russe, en si mineur, vibre de vitalité avec son accent sur la deuxième noire de la phrase ; un motif subsidiaire le suit, dans lequel flûte et piccolo répondent avec une naïveté charmante aux trompettes et aux trombones. Un trio s'insère, inspiré d'une chanson folklorique "la Fonte des Neiges", un accompagnement de double croches soutient l'excitation sous-jacente. Dans la reprise condensée du Scherzo, ce thème remplace le motif subsidiaire - coup de maître subtil.
L'atmosphère se détend dans la Romance en fa majeur, où les violons déploient une tendre et nostalgique mélodie. .
L'énergie caractéristique des deux premiers mouvements réapparaît dans le Finale - Polonaise. La musique populaire est également présente ici puisque Balakirev utilise comme second thème la mélodie "Dans notre jardin". Un seul regret, l'impact de ce mouvement conclusif haut en couleur est un peu altéré par des réminiscences de la Romance. La symphonie se termine en ré majeur sur une coda tromphante.

## Discographie
- Orchestre Symphonique de la Radio de Moscou dirigé par Gennady Rozhdestvensky (1966) - Praga
- Orchestre Symphonique de la Radio Télévision d'URSS dirigé par Gennady Rozhdestvensky (1973) - Russian Revelation
- Orchestre Symphonique d'URSS dirigé par Evgeny Svetlanov (1977) - Melodiya
- The Philharmonia Orchestra dirigé par Evgeny Svetlanov (1991) - Hypérion
- Orchestre Symphonique de l'État Russe dirigé par Igor Golovschin (1993) - Naxos
- Orchestre Philharmonique de Léningrad dirigé par Valentin Koshin (1995) - Léningrad Masters
- Orchestre Philharmonique de la BBC dirigé par Vassily Sinaisky (1998) - Chandos
- Niederrheinischen Sinfoniker dirigé par Mihkel Kütson (2022) - MDG